# Clusia diguensis
Clusia diguensis är en tvåhjärtbladig växtart som beskrevs av José Cuatrecasas. Clusia diguensis ingår i släktet Clusia och familjen Clusiaceae. Inga underarter finns listade i Catalogue of Life.